# Lukas Schweighofer (Handballspieler)
Lukas Schweighofer (* 29. Dezember 1992 in Graz) ist ein österreichischer Handballspieler.

## Karriere
Der gebürtige Grazer begann bereits in der frühen Jugend Handball zu spielen. Bis zur Saison 2017/18 lief der Kreisläufer für seinen Jugendverein auf. 2016/17 gelang ihm mit der HSG Graz der Aufstieg in die spusu Liga. 2018/19 wechselte der Rechtshänder zum Alpla HC Hard.
2018/19 nahm Schweighofer mit dem Alpla HC Hard an der zweiten Runde des EHF Cups teil und spielte damit erstmals in einem internationalen Bewerb. Mit Alpla HC Hard gewann er 2021 die österreichische Meisterschaft.
Im Sommer 2023 wechselte Schweighofer zurück nach Graz, zu seinem Jugendverein, der HSG Graz.
Bei der Weltmeisterschaft 2025 warf er vier Tore in drei Spielen und belegte mit der Auswahl den 17. Platz.